# Einband-Weltmeisterschaft 1968

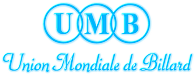
Logo UMB (ausrichtender Verband)

Veranstaltungsort: Tournai

Die Einband-Weltmeisterschaft 1968 war das fünfte Turnier in dieser Disziplin des Karambolagebillards und fand vom 8. bis zum 12. Mai 1968 in Tournai, in der belgischen Provinz Hennegau, statt. Es war die erste Einband-Weltmeisterschaft in Belgien.

## Geschichte
Auf Initiative des belgischen Billardverbandes fand nach 31 Jahren wieder eine Einband-Weltmeisterschaft statt. Sieger wurde dann auch der zu dieser Zeit in den Bandendisziplinen fast unschlagbare Belgier Raymond Ceulemans. Was sich in dreißig Jahren in der Entwicklung des Einbandspiels verändert hat, zeigen die von Ceulemans alle neu erzielten neuen Weltrekorde.  Der Österreicher Johann Scherz hielt für ein paar Minuten den Weltrekord in der Höchstserie. Es war in der Partie gegen Ceulemans. Scherz erzielte eine Serie von 91 Punkten, wurde aber kurz danach von Ceulemans mit 97 Punkten als Weltrekordhalter abgelöst. Den zweiten Platz belegte der französische Allrounder Jean Marty.

## Modus
Gespielt wurde in einer Finalrunde „Jeder gegen Jeden“ bis 200 Punkte.

## Abschlusstabelle

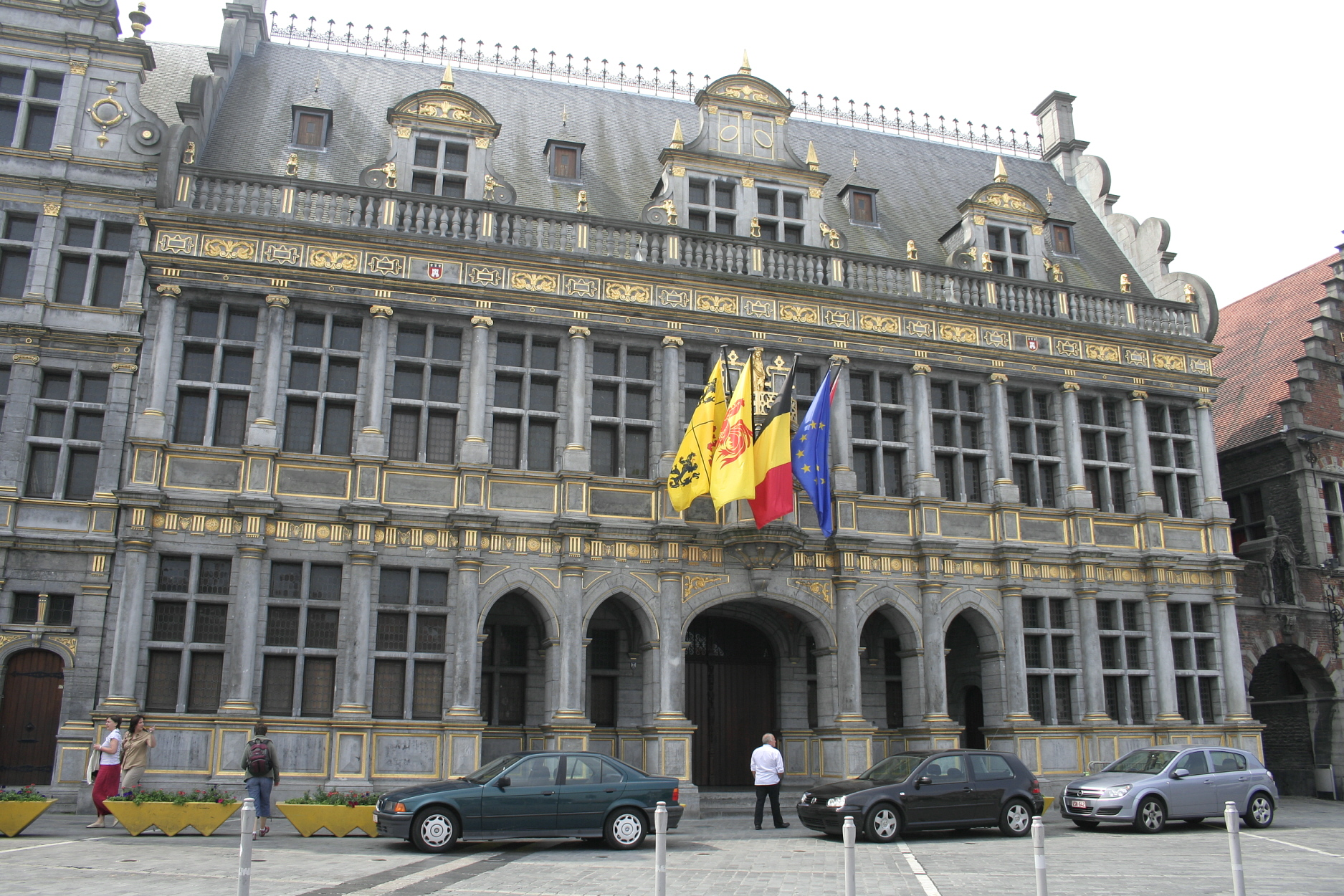
Halle aux Draps

| MP    | Match Points (Sieger = 2; Unentschieden = 1; Verlierer = 0) |
| Pkte. | Erzielte Karambolagen                                       |
| Aufn. | Benötigte Versuche                                          |
| GD    | Generaldurchschnitt                                         |
| BED   | Bester Einzeldurchschnitt eines Spielers                    |
| HS    | Höchstserie                                                 |
|       | Bester GD des Turniers                                      |
|       | Bester ED des Turniers                                      |
|       | Beste HS des Turniers                                       |
|       | 1. Platz (Gold)                                             |
|       | 2. Platz (Silber)                                           |
|       | 3. Platz (Bronze)                                           |

| Platz                     | Name              | MP   | Pkte | Aufn. | GD    | BED   | HS |
| ------------------------- | ----------------- | ---- | ---- | ----- | ----- | ----- | -- |
| 1                         | Raymond Ceulemans | 16:0 | 1600 | 122   | 13,11 | 22,22 | 97 |
| 2                         | Jean Marty        | 12:4 | 1440 | 221   | 6,51  | 9,52  | 57 |
| 3                         | Johann Scherz     | 10:6 | 1519 | 178   | 8,53  | 14,28 | 91 |
| 4                         | Henk de Kleine    | 10:6 | 1317 | 213   | 6,18  | 10,00 | 59 |
| 5                         | Laurent Boulanger | 9:7  | 1498 | 219   | 6,84  | 8,00  | 58 |
| 6                         | Norbert Witte     | 7:9  | 1231 | 255   | 4,82  | 7,69  | 53 |
| 7                         | Hernan Bustos     | 6:10 | 1072 | 301   | 3,56  | 3,92  | 35 |
| 8                         | Eduardo Brufau    | 2:14 | 1100 | 240   | 4,58  | 9,52  | 41 |
| 9                         | Kazushigo Katsura | 0:16 | 674  | 225   | 2,99  | –     | 15 |
| Turnierdurchschnitt: 5,79 |                   |      |      |       |       |       |    |